# Magliano Vetere
Magliano Vetere é uma comuna italiana da região da Campania, província de Salerno, com cerca de 887 habitantes. Estende-se por uma área de 22 km², tendo uma densidade populacional de 40 hab/km². Faz fronteira com Felitto, Laurino, Monteforte Cilento, Orria, Stio.

## Demografia
| Variação demográfica do município entre 1861 e 2011                               |
|                                                                                   |
| Fonte: Istituto Nazionale di Statistica (ISTAT) - Elaboração gráfica da Wikipedia |